# Casinaria varians
Casinaria varians är en stekelart som beskrevs av Tschek 1871. Casinaria varians ingår i släktet Casinaria och familjen brokparasitsteklar. Inga underarter finns listade.